# Ostap Dachkovytch
Ostaphy Dachkovytch, en ukrainien Остафiй Дашкевич, en polonais Ostafa (Eustache) Daszkiewicz, largement connu sous le nom d'Ostap, staroste de Tcherkassy de 1514 jusqu'à sa mort en 1535, organisateur des Cosaques.
Ostafa Daszkiewicz est connu pour ses talents militaires, soldat des confins à l'origine mal connue, peut-être tatare. En tout cas sa famille est originaire de la région et c'est pour défendre le domaine familial qu'Ostap Daszkiewicz entre dans la carrière militaire. Gouverneur de Krytchev, il participe à la guerre lituano-moscovite de 1500-1503, menée par Alexandre Ier Jagellon et Ivan III de Russie, au service du duc Michel Izasławski (Zasławski) qui reste fidèle au grand-duc de Lituanie.
Accusé de malversations financières, le jeune Ostafa passe au service du grand duc de Moscou. Il revient toutefois au bout de deux ans, en 1505, est réhabilité devant la diète, récupère ses domaines de famille. Au cours de la guerre lituano-moscovite de 1507-1508, il est fait prisonnier, fait croire à sa fidélité envers le grand-duc de Moscou, mais fait allégeance au roi de Pologne Sigismond Ier le Vieux dès qu'il en a l'occasion.
Ostafa Daszkiewicz se fait remarquer par son habileté militaire singulière, utilisant des ruses rappelant les tactiques tatares. Connaissant le tatar, son apparence pouvait le faire passer pour l'un d'entre eux, plusieurs fois il fut leur allié et servit de guide, les emmenant vers les domaines du grand-duc de Moscovie pour les piller, revenant avec de grands butins. En 1521 il parvient ainsi avec les Tatars du khan de Crimée Mehmed Ier Giray jusqu'aux portes de Moscou.
Devenu staroste de Tcherkassy et de Kaniev, il organise régulièrement des attaques contre les Tatars avec l'aide des Cosaques, souvent en coopération avec Predslav Liandkorskyi. 
Après la mort du khan de Crimée Mengli Giray en 1515, Ostafa Daszkiewicz n'hésite pas à s'immiscer dans les querelles dynastiques du khanat. En 1523 avec ses Cosaques, il participe à une grande expédition contre la forteresse d'Akerman. En 1527 il participe avec Constantin Ostrogski à la grande victoire de Olszanica. Il réussit à défendre Tcherkassy en 1532 contre une attaque des janissaires turcs pour avoir soutenu le khan Islam Giray contre le protégé du sultan.
Invité par le roi de Pologne Sigismond Ier le Vieux à la diète polonaise, il y expose un plan de recrutement des Cosaques dans une troupe régulière de 2 000 fantassins appuyés par de la cavalerie. L'idée ne sera pas adoptée ; elle sera reprise plus tard. Il renforce le Château de Tcherkassy.